# Себастьян Гауснер
Себастьян Лунд Гауснер (дан. Sebastian Lund Hausner, нар. 11 квітня 2000, Орхус, Данія) — данський футболіст, центральний захисник шведського клубу «Гетеборг».

## Ігрова кар'єра

### Клубна
Свої перші кроки у футболі Себастьян Гауснер починав у молодіжній команді «Горсенса». У 2014 році він перебрався до молодіжки «Орхуса». І через рік підписав з клубом перший молодіжний контракт. Через травми гравців основи у березні 2017 року тренерський штаб «Орхуса» змушений був залучати до матчів молодь і саме тоді Гауснер отримав перший виклик до основної команди на матч Кубка Данії.
Офіційний дебют його в першій команді відбувся у 26 вересня 2018 року також у матчі Кубка країни. А в чемпіонаті Данії футболіст дебютував у березні 2019 року. У тому ж березні Гауснер підписав з клубом контракт на чотири роки. Пізніше, у грудні 2020 року захисник підписав новий контракт до кінця 2025 року.
Перед початком сезону 2023 року Гауснер перейшов до шведського «Гетеборга», з яким уклав угоду до літа 2026 року.

### Збірна
З 2016 року Себастьян Гауснер виступав за юнацькі збірна Данії. У серпні 2020 року футболіст дебютував у складі молодіжної збірної Данії, де провів загалом сім матчів.